# Hans Hollein
Hans Hollein (Bécs, 1934. március 30. – Bécs, 2014. április 24.) osztrák építész, formatervező és vizuális művész.

## Szakmai élete, ismertetői
Bécsben majd Berkeley-ben végezte tanulmányait. Saját irodáját 1964-ben nyitotta. 1985-ben a Pritzker-díjjal lett kitüntetve. Bécsi épületei közül kiemelkednek a Haas-Haus (1990), a Média-torony (2001) és az Albertina múzeum új szárnya (2003). Németországban fő művei a mönchengladbachi Abteiberg Városi Múzeum (1982), a frankfurti Modern Művészeti Múzeum (1991) és a berlini osztrák nagykövetség (2001).

## Képtár

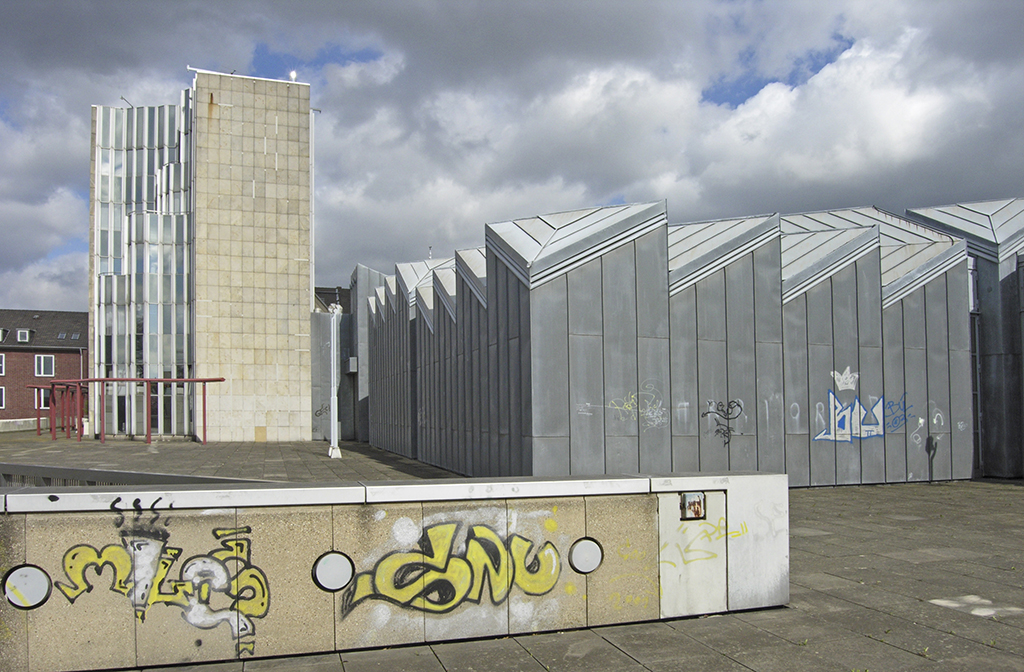
A mönchengladbachi Abteiberg Városi Múzeum (1982)
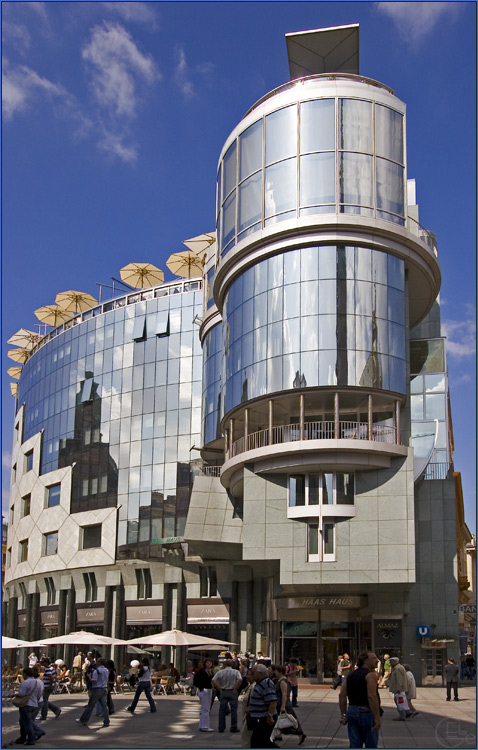
A bécsi Haas-Haus (1990)
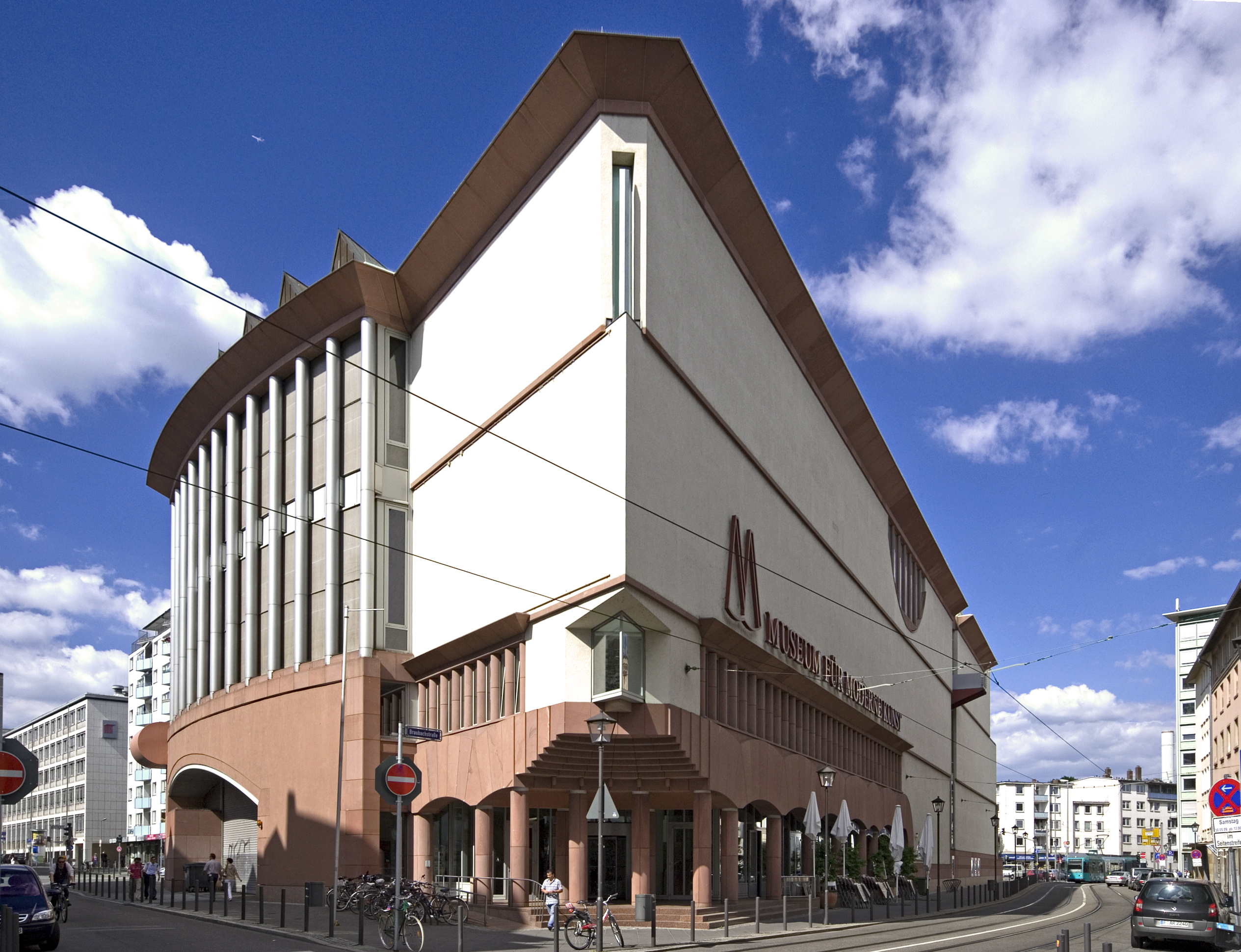
A frankfurti Modern Művészeti Múzeum (1991)
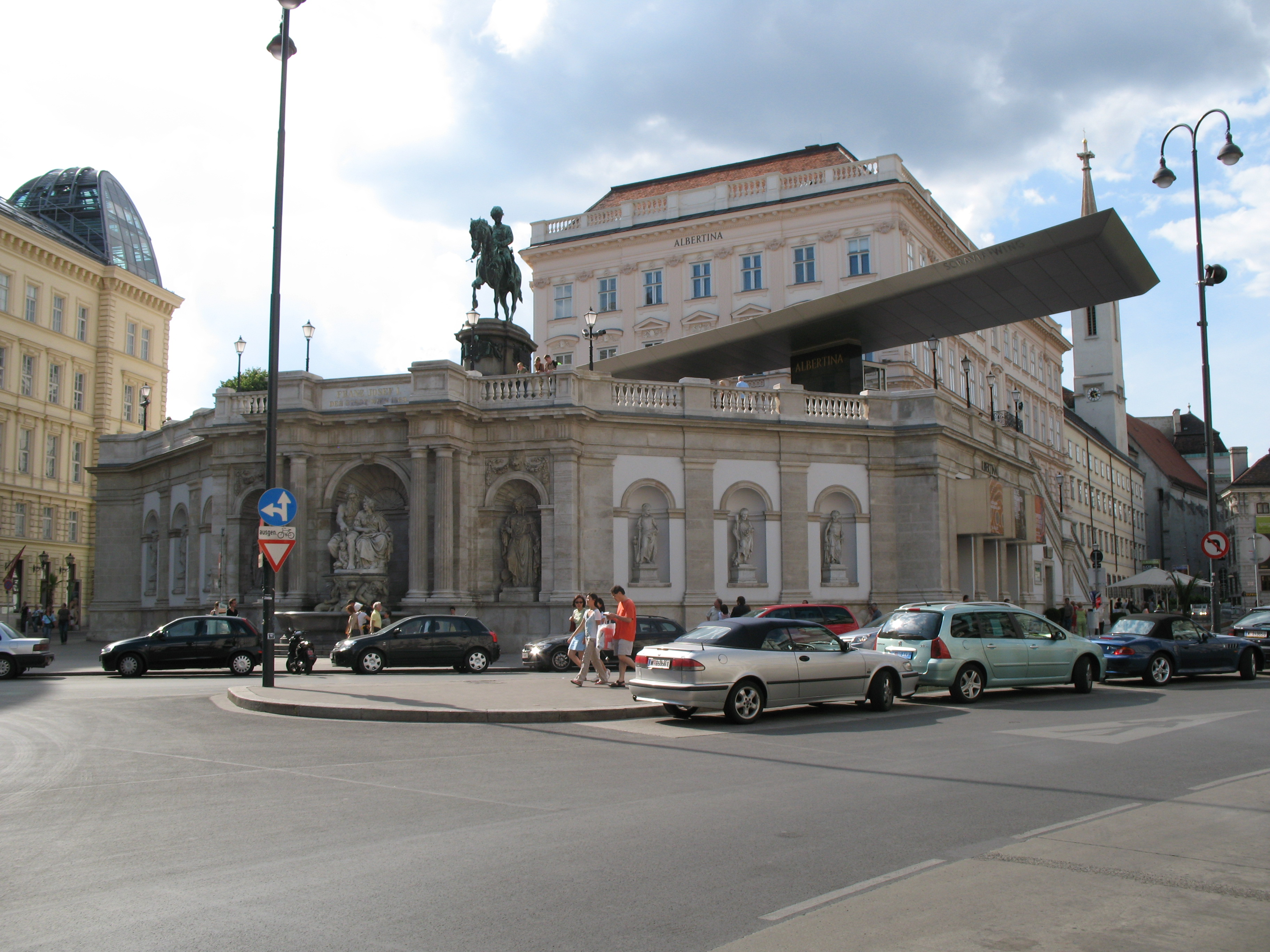
Albertina múzeum új szárnya (2003)